# دیگو دی آسنتیس
دیگو دی آسنتیس (انگلیسی: Diego De Ascentis؛ زادهٔ ۳۱ ژوئیهٔ ۱۹۷۶) بازیکن فوتبال اهل ایتالیا است.
از باشگاه‌هایی که در آن بازی کرده‌است می‌توان به باشگاه فوتبال تورینو، باشگاه فوتبال باری، باشگاه فوتبال کومو، باشگاه فوتبال آتالانتا، باشگاه فوتبال آ.ث. میلان، و باشگاه فوتبال لیورنو اشاره کرد.
وی همچنین در تیم‌های ملی فوتبال زیر ۲۱ سال ایتالیا بازی کرده‌است.